# 清真学园女子短期大学
清真学园女子短期大学（日语：／ Seishin Gakuen Joshi Tankidaigaku *），简称清真短大，是过去一所位于日本茨城县鹿嶋市的私立短期大学。

## 概要

### 简介
- 短期大学为于1984年开办[1]、由学校法人清真学园经营。招生到于2001年、停办于2003年[1]。

### 历史
- 1984年 清真学园女子短期大学成立并同时设置一个学科即英语科[1]。
- 2001年 招生最后、次年停止招生（正式停办于2003年5月30日[1]）。

## 学校环境
- 校区：在茨城县鹿嶋市[注 1]

## 历任校长
- 涩谷敬三：第一代短期大学校长[2]。

## 组织

### 学科
- 英语科

### 专科
| - 无 |

### 业余课程
| - 无 |

## 相关链接
- 日本短期大学列表